# Wilder (inslagkrater)
Wilder is een inslagkrater op de planeet Venus. Wilder werd in 1991 genoemd naar de Amerikaanse schrijfster Laura Ingalls Wilder (1867–1957).
De krater heeft een diameter van 35,1 kilometer en bevindt zich in het quadrangle Greenaway (V-24).